# Archivo del Reino de Valencia
El Archivo del Reino de Valencia (en valenciano Arxiu del Regne de València) es un archivo histórico que contiene documentación desde el siglo XIII, referente tanto al reino de Valencia como a otras instituciones de su territorio o vinculadas por diversos motivos. El archivo está anotado como bien de interés de cultural con código 46.15.250-087. Está gestionado por la Generalidad Valenciana, si bien el Ministerio de Cultura conserva la titularidad de los fondos.

## Historia
Entre el fin de la guerra con Castilla en 1361 y 1380 -año en el cual ya aparece bastante documentación- se sitúa el comienzo de un archivo en el Palacio del Real donde de forma habitual e ininterrumpida se recogían libros y documentos de la administración del Real Patrimonio, del reino y a la intervención de cuentas. Este proceso se desarrolló más aún por la pragmática de 1384 sobre el régimen del Archivo de Barcelona. Basándose en esta costumbre administrativa ya establecida y en el cuerpo documental así recogido, se llegó al establecimiento del Archivo en 1419.
El Archivo se constituyó en 1419. Alfonso V el Magnánimo, en las cortes celebradas durante 1419, fundó nuevamente el archivo real, al disponer que todos los procesos de Cortes, los registros de la Cancillería y los procesos de la Audiencia Real relativos al Reino de Valencia o a valencianos, se copiaran en libros-registros separados de los generales de la Corona de Aragón, y se guardaran en el Palacio Real. En estas mismas cortes se creó el cargo de Maestre Racional del Reino, cuyas cuentas también se conservarían en el mismo archivo. Su primer archivero fue el notario Jaume Desplà, que como escribano había estado presente en las conversaciones que llevaron al Compromiso de Caspe.
El acto de cortes de Alfonso V instruía a protonotarios, secretarios y escribanos para que todos los registros, procesos de cortes y otros actos hechos en la Audiencia Real, o por otros jueces en cosas tocantes al reino de Valencia fueran depositados en el archivo ubicado en el Real de la ciudad. Asimismo establecía que de las provisiones, cartas de justicia y de gracia o cualquier otra relativas a asuntos del reino o de sus habitantes emitidos por la Real Cancillería se hicieran libros y registros separados que habrían de ser llamados registros del reino de Valencia, y conservados en el Archivo del Real de Valencia. Además se estableció que se hiciera copia aparte para ser custodiada en el Archivo del Real, de todos los registros, cartas y otros actos hechos con anterioridad a la constitución del archivo y que se conservaban en el Archivo Real de Barcelona o que estaban en poder de los protonotarios o secretarios reales.
La Real Cancillería comenzó a formar registros especiales con todos aquellos asuntos relativos al reino de Valencia o a sus particulares. Esta documentación quedó depositada en el Archivo del Real de Valencia. Los registros se clasificaron por los negocios que contenían, según series que tomaban su nombre de las que venían siendo utilizadas habitualmente en la Real Cancillería aragonesa - Castrorum, Communium sigilli secreti y Communium sigilli communis, Curiae, Epistolarum, Gratiarum, Itinerum, Notariorum, Officialium, Partium, Peccuniae, Sentenciarum- con subseries especiales para los lugartenientes generales de Alfonso V, su consorte doña María y su hijo Juan de Navarra. En ellos se contenían concesiones de privilegios, gracias, oficios y beneficios, órdenes a los oficiales del reino, instrucciones y memoriales, documentación judicial de la Real Audiencia, convocatorias de Cortes y los fueros otorgados en éstas, nombramientos de notarios reales, en otros asuntos, junto con otras actuaciones del Consejo Real, primero, y del Consejo Supremo de Aragón desde la constitución del mismo.
Las cortes vigilaron por la integridad del Archivo del Real. En 1542 ordenaron que se le restituyeran los registros relativos al reino de Valencia que se encontraban en los archivos de Zaragoza y Barcelona. En 1570 y 1571, el rey ordenó a los archiveros de Aragón y Cataluña y al Maestre Racional que todos los registros, libros y otras escrituras referentes al reino de Valencia se llevaran a su propio archivo, pese a lo cual desde 1621 se interrumpieron los envíos de registros desde el Consejo de Aragón en Madrid, pues fueron dirigidos al Archivo General de Simancas. Por otra parte, desde mediados de siglo XVII la documentación de los procesos sustanciados ante el Consejo de Aragón se mantuvo en su propia sede. Por esta sucesión de hechos, la integridad del Archivo del Real solo abarca el periodo hasta 1621.
Desde fines del siglo XV, se tendió a reducir el número de series. Así los registros reales valencianos durante la época moderna están clasificados en Communium Valentie, Curiae Valentiae, Diversorum Valentiae, Officialium Valentiae, Partium Valentiae y Epistolarum.
En 1707, con la supresión de los fueros valencianos, se disolvieron también las más importantes instituciones de gobierno autóctono del reino de Valencia (el Virrey, el Consejo y Real Audiencia, la Bailía General, el Maestre Racional, la Gobernación, la Diputación del General, los Justicias), que habían dado origen a los archivos que hoy se custodian en el Archivo del Reino de Valencia.
Al asumir sus competencias la Corona, su documentación fue también incautada por el monarca. Así ocurrió con los archivos de la Diputación del General del reino y de los Justicias de la ciudad de Valencia.
En 1770 Carlos III asignó la Casa Profesa de los Jesuitas, incautada por la Corona a raíz de su expulsión, como sede del Archivo General. Sin embargo, habrá que esperar hasta 1810 —en que es demolido el Palacio Real— para que se produzca el traslado forzoso del Archivo del Real custodiado en el Palacio a la Casa Profesa de la Compañía de Jesús.
Como ya se ha indicado, dicho Archivo del Real constituirá el núcleo del Archivo Real y General del Reino de Valencia. Posteriormente, en 1859, ingresarán los archivos de la Gobernación y de los Justicias y en 1868 serán incorporados los fondos de la Bailía. Cada archivo ingresado se convertirá en una sección correspondiente del Archivo del Reino de Valencia.
A finales del siglo XIX, ingresarán los fondos documentales de las instituciones eclesiásticas de la provincia de Valencia incautados por el Estado a raíz de la Desamortización.
Ya en 1874, la Delegación de Hacienda de Valencia había efectuado un primer ingreso de archivos eclesiásticos en el Archivo General, pero en 1897 comenzaron a ser enviados al Archivo Histórico Nacional.
Gracias a la mediación de la sociedad cultural Lo Rat Penat, en 1904 la Delegación de Hacienda de Valencia depositó en el Archivo del Reino de Valencia la documentación de Clero regular y secular que aún permanecía en sus dependencias. En 1889, se incorporará el archivo del Gremio de Maestros Zapateros.
En 1926, la Audiencia Territorial remitió los libros del Real Acuerdo y en 1936 hizo lo mismo con los pleitos de las Escribanías de Cámara, la serie de registros y los índices notariales, series procedentes de la antigua Real Audiencia o Chancillería de época borbónica. Desde esa fecha, y hasta nuestros días, el Archivo del Reino de Valencia ha ido enriqueciendo constantemente sus fondos.
En 1965 fue inaugurada la nueva y actual sede del Archivo ante las condiciones precarias y poco óptimas que ofrecía la Casa Profesa como depósito archivístico. Posteriormente el edificio ha sido reformado y remodelado.
En 1985, el Estado transfirió a la Generalidad Valenciana la gestión del Arxiu del Regne de València, aunque conserva la titularidad de los fondos documentales y del edificio.

## Instalaciones y servicios
El edificio consta de dos cuerpos. En uno de ellos se encuentran la sala de lectura, las oficinas, el salón de actos y sala de exposiciones, y los laboratorios de restauración y fotografía. El otro es una torre de diez plantas dedicada a depósito de documentación y que cuenta con una capacidad aproximada de 15 000 metros lineales de estantería.
- Sala de lectura para la consulta directa de sus fondos, con capacidad para 22 personas, y con lectores de microfilm y microficha.
- Laboratorio de restauración. Este laboratorio cuenta con una sala de estudio y diagnóstico, otra de tratamientos específicos y una de operaciones mecánicas y tratamientos húmedos.[28]
- Laboratorio de reprografía y digitalización.[29]
- Sala de exposiciones.
- Sala de conferencias.
- Aula para clases prácticas.
- Visita programada para grupos docentes.
- Biblioteca auxiliar de consulta, con 13500 libros, 4372 folletos y 274 publicaciones periódicas.[30]

## Difusión

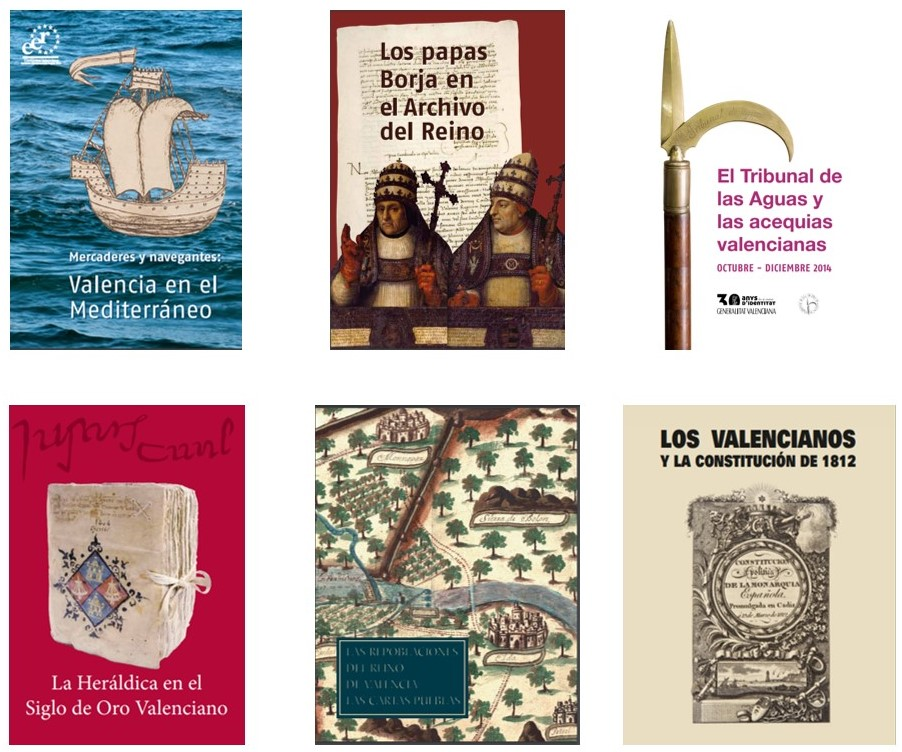
[https://cultura.gva.es/es/web/archivos/exposiciones?p_p_id=com_liferay_asset_publisher_web_portlet_AssetPublisherPortlet_INSTANCE_rf4RGjTrLtJ2&p_p_lifecycle=0&p_p_state=normal&p_p_mode=view&_com_liferay_asset_publisher_web_portlet_AssetPublisherPortlet_INSTANCE_rf4RGjTrLtJ2_delta=3&p_r_p_resetCur=false&_com_liferay_asset_publisher_web_portlet_AssetPublisherPortlet_INSTANCE_rf4RGjTrLtJ2_cur=4 Exposiciones organizadas y/o coordinadas por el ARV

El patrimonio documental que compone el fondo de Archivo del Reino Valencia (ARV) abarca seis siglos de historia conservado en veinte kilómetros de estanterías. Los libros, escudos, planos, documentos y mapas que lo forman pueden ser consultados por los ciudadanos de forma presencial y en muchos casos en remoto si el documento está digitalizado, en tal caso, los usuarios pueden acceder a SAVEX (Sistema Archivístico Valenciano en Red),  localizar el documento e incluso descargarlo. SAVEX es un sistema de información y gestión integral común a todos los archivos del Sistema Archivístico Valenciano para dotarlos de una única herramienta de trabajo que les permite trabajar en red. Esto supone no solamente la normalización de los procedimientos de trabajo archivístico, sino también una mayor protección, organización y difusión del patrimonio documental valenciano.
Por otra parte, el Archivo del Reino de Valencia realiza exposiciones para destacar ciertas secciones del fondo o celebrar fechas importantes como los 600 AÑOS. Del Archivo del Real al Archivo del Reino de Valencia. Del Mestre Racional a la Sindicatura de Comptes. En esta exposición se celebró el 600 aniversario de la reunión de las Cortes de 1419, en las que se crearon dos nuevas instituciones en el Reino de Valencia: el Archivo Real de València, también conocido como Archivo del Real, la única institución de la época foral que nunca se ha suprimido y el Maestre Racional del Reino de Valencia, una institución suprimida en 1707, que es el antecedente de la actual Sindicatura de Comptes, que creó la Generalitat en 1985.  A través de este evento y de otros, el Archivo del Reino de Valencia conecta a la ciudadanía con el fondo que contiene para que conozcan su patrimonio.

### Otras exposiciones
Mercaderes y Navegantes: Valencia en el Mediterráneo
Esta exposición mostró aquellos fondos y documentos del Archivo del Reino de Valencia relacionados con el mar, que históricamente ha sido el nexo de unión de los países del Mediterráneo y ha tenido una gran influencia en la política, la economía y la cultura de sus gentes.
Los Papas Borja en el Archivo del Reino
Esta exposición dio a conocer los documentos relacionados con la familia Borja, una de las más importantes en la historia valenciana, que se conservan en el Archivo del Reino de Valencia. Se expusieron, entre otros, algunos de los documentos de los papas valencianos de la época anterior a su papado que custodia el archivo (más de 600 documentos que abarcan desde 1299 a 1429)
El Tribunal de Las Aguas y Las Acequias Valencianas
Esta exposición presentó una muestra de documentos del Tribunal de las Aguas de Valencia, única institución foral que pervive actualmente y que fue reconocida por la Unesco en el año 2009 Patrimonio Cultural Inmaterial de la Humanidad, así como documentos del Archivo del Reino relacionados con las acequias valencianas y su sistema de regadío.
La Heráldica en El Siglo de Oro Valenciano
Exposición de una de las colecciones de heráldica más importantes de Europa, con escudos pertenecientes al cargo del Justicia de la ciudad de Valencia de los siglos XIV, XV al XVI que permiten introducir al espectador en el mundo de la heráldica y ponen de relieve la importancia que tuvo la institución del Justicia en la historia de nuestro Reino.
Las Repoblaciones del Reino de Valencia: Las Cartas Pueblas
La exposición mostró el proceso de repoblación del reino de Valencia que tiene dos momentos muy diferentes: la época medieval a partir del siglo XIII; y la segunda repoblación valenciana que se produce después de la expulsión de los moriscos en 1609. Este proceso se quiere mostrar a través de las cartas pueblas, que son documentos otorgados por el rey o los señores a los nuevos pobladores de un lugar, estableciendo las normas de convivencia de la comunidad.
Los Valencianos y La Constitución de 1812
Exposición conmemorativa por el Bicentenario de la Constitución de 1812 que repasó la contribución valenciana en este importante hecho histórico (organizado por Archivo del Reino de Valencia y Biblioteca Valenciana Nicolau Primitiu).